# Blekinge
Blekinge és una de les tradicionals províncies de Suècia (landskap), situada al sud del país. Limita amb Småland, Escània i el Mar Bàltic. És la segona província més petita del país per extensió (només Öland és menor) i la província més petita que es troba a la massa continental.
El nom "Blekinge" ve de l'adjectiu  Bleke , que correspon a la  terme nàutic per "calma total".